# Elly Vleeschhouwer-Blocq
Elly Vleeschhouwer-Blocq, geboren als Esther Blocq, (Amsterdam, 5 december 1924) is een Nederlandse Holocaustoverlevende. Ze overleefde acht concentratiekampen tijdens de Tweede Wereldoorlog, waaronder Kamp Vught en Auschwitz. Haar overleving wordt mede toegeschreven aan haar werk voor het Philips-Kommando en de steun van haar echtgenoot Wim Vleeschhouwer.

## Biografie

### Vroege leven
Esther Blocq werd geboren in een Joods gezin in Amsterdam als jongste van zeven kinderen. Haar moeder noemde haar "haar cadeautje" vanwege haar geboorte op 5 december. Hoewel het gezin Joods was, werd het geloof niet strikt nageleefd. Haar vader had een goedlopende handel in kousen en sokken.

### Huwelijk en arrestatie
In 1940 ontmoette Esther haar toekomstige echtgenoot, Wim Vleeschhouwer. Ze trouwden in 1942, mede om als getrouwd stel bij elkaar te kunnen blijven in geval van deportatie. Wim werkte voor de Joodse Raad en had een Sperre, een vrijstelling van deportatie, die ook op Blocq van toepassing was. Desondanks werden ze op 14 januari 1943 gearresteerd en naar Kamp Vught gebracht.

### Kamp Vught en Philips-Kommando
In Kamp Vught werden Blocq en Vleeschhouwer aanvankelijk gescheiden. Vleeschhouwer werkte op het administratiekantoor van de SS en wist te regelen dat Blocq van de transportlijst werd gehaald. Beiden werden vervolgens ingedeeld bij het Philips-Kommando, een werkploeg die voor de Duitse oorlogsindustrie werd ingezet. Deze tewerkstelling speelde een cruciale rol in hun overleving.

### Overleving en latere jaren
Na de bevrijding op 29 april 1945 keerde het echtpaar terug naar Amsterdam. Ze kregen samen twee kinderen. Blocq sprak lange tijd niet over haar ervaringen, totdat journaliste Femmetje de Wind haar verhaal optekende in het boek Hij noemde me Elly. In 2024, op 99-jarige leeftijd, verscheen Elly in een speciale uitzending van het programma Sophie & Jeroen, waarin ze haar verhaal deelde. Op 5 december 2024 werd Esther 100 jaar oud. Blocq woonde toen nog steeds zelfstandig in Amsterdam-Buitenveldert. Ter gelegenheid van tachtig jaar bevrijding verscheen een interview in de Volkskrant waarin ze terugblikte op haar leven.